# Justicia callopsoidea
Justicia callopsoidea är en akantusväxtart som beskrevs av Vollesen. Justicia callopsoidea ingår i släktet Justicia och familjen akantusväxter. Inga underarter finns listade i Catalogue of Life.